# Gower Island
Gower Island ist eine kleine unbewohnte Insel des australischen Bundesstaats New South Wales.
Sie liegt in der Tasmansee etwa 150 Meter vor der Südspitze (King Point) der Lord-Howe-Insel.